# Periplaneta valida
Periplaneta valida es una especie de cucaracha, un insecto blatodeo de la familia Blattidae.

## Taxonomía
Fue descrito por primera vez en 1893 por Brunner von Wattenwyl. 